# Allonne, Deux-Sèvres

Allonne este o comună în departamentul Deux-Sèvres, Franța. În 2009 avea o populație de 639 de locuitori.